# Âm nhạc Thái Lan
Thái Lan có rất nhiều loại  âm nhạc, điển hình như nhạc cung đình, nhạc lễ hội, dàn nhạc nhỏ gia đình và nhạc ca kịch rối bóng Nẳngyài, nhạc múa mặt nạ Khổn..v...v..
Theo cách chia cơ bản, âm nhạc Thái Lan chia ra làm ba loại chính:

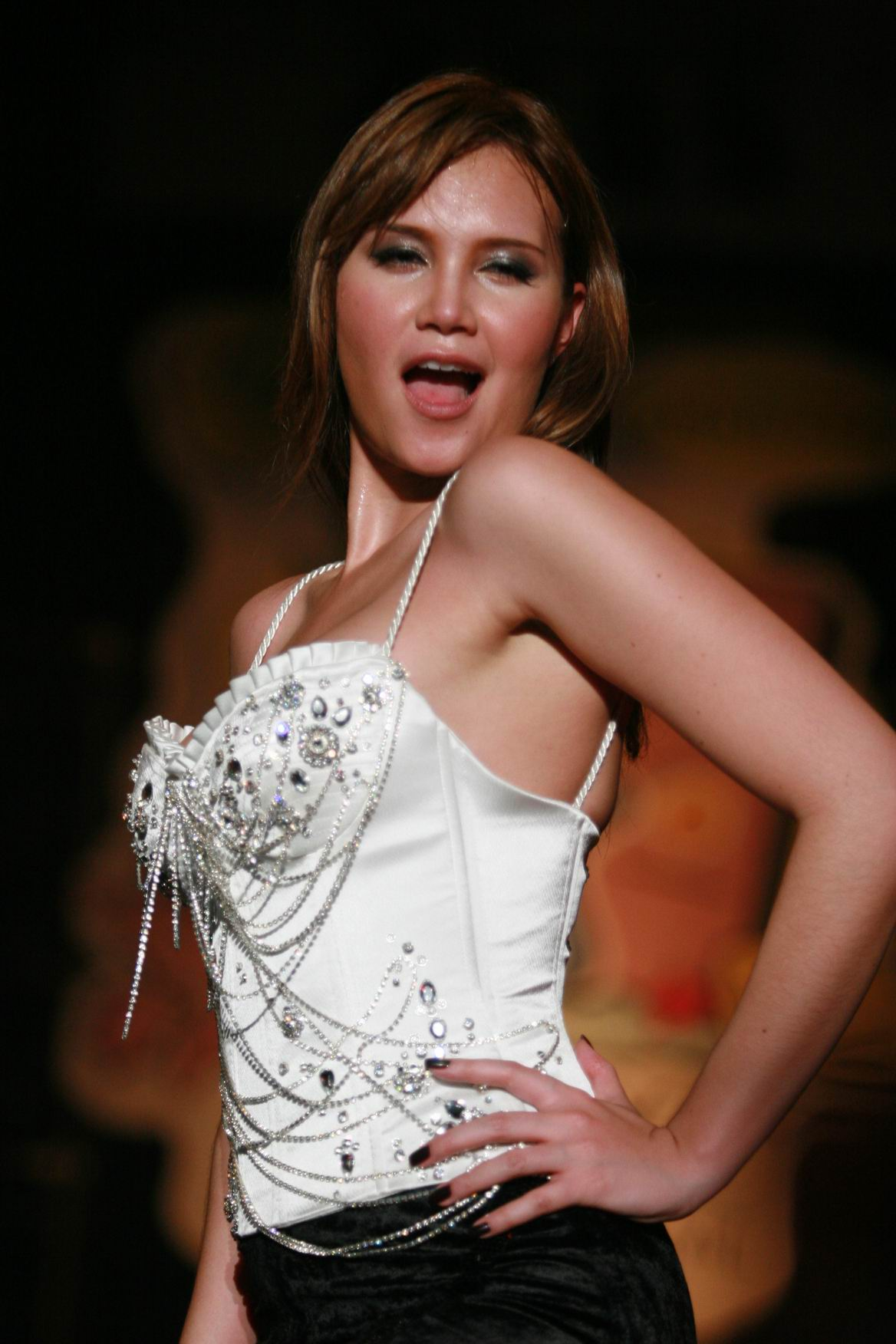
Tata young - nữ ca sĩ nổi tiếng của Thái Lan - mang phong cách nhạc hiện đại

1. Nhạc cổ điển
2. Nhạc đồng quê
3. Nhạc hiện đại (T-pop)

## Nhạc truyền thống

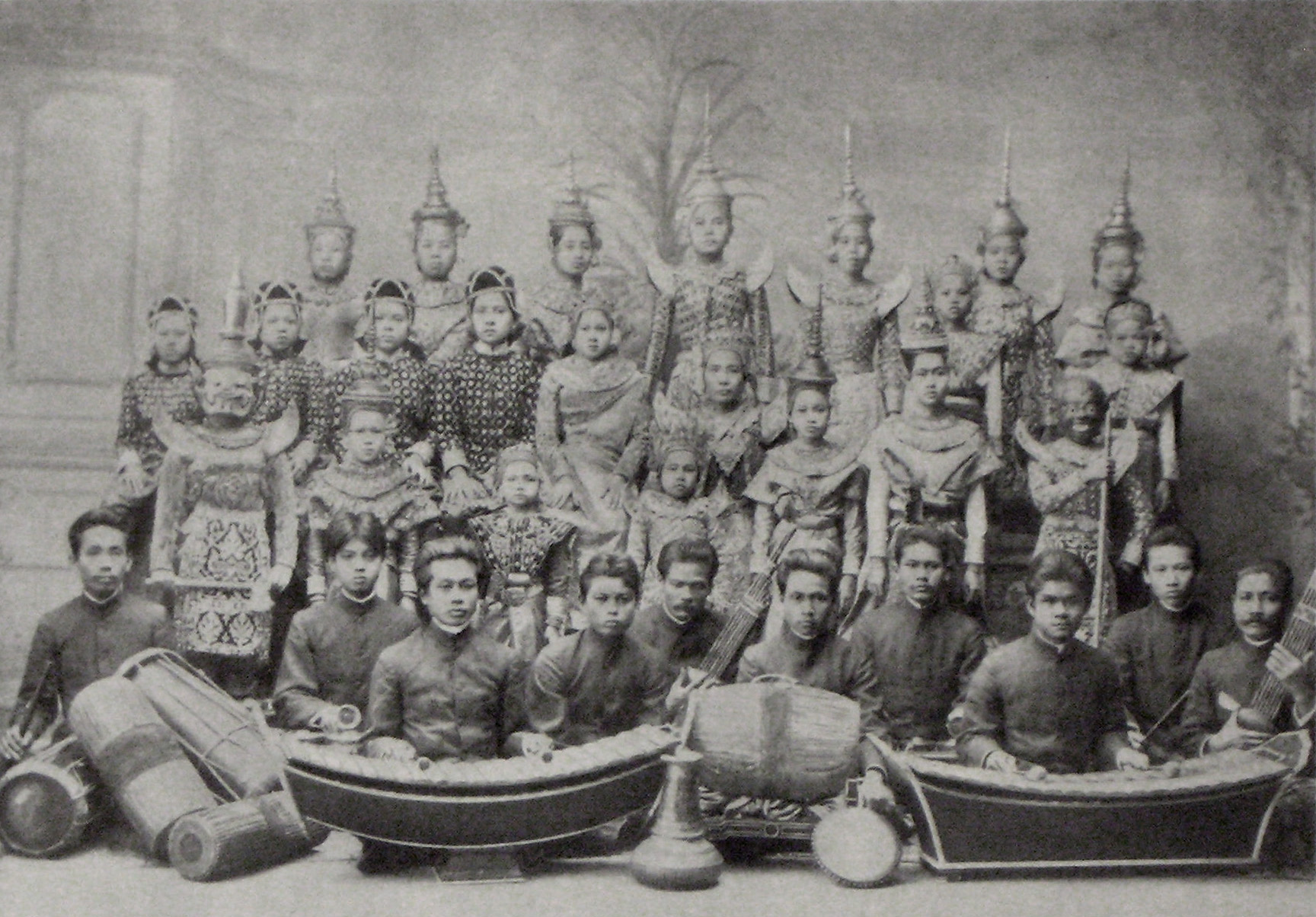
Dàn nhạc hoà tấu cung đình Thái tại Berlin, Đức in 1900.

Nhạc cổ điển của Thái có tiết tấu riêng biệt và phong cách riêng khá độc đáo. Tiết tấu nhạc cổ điển thường thay đổi theo đoạn nhạc và được phối trộn với nhiều thể loại nhạc khác. Mỗi loại nhạc cụ trong dàn nhạc truyền thống Hoàng gia Thái có âm sắc riêng, nhưng chưa bao giờ chơi riêng lẻ và phối nhạc cùng với nhau tạo thành một dàn nhạc. Nổi bật trong dàn nhạc này thường là nhạc cụ có tên gọi là Pí nài (kèn)  và nhiều nhạc cụ khác như trống, mõ. Việc chiếm được tình cảm của khán thính giả nhờ chất lượng âm thanh tăng lên lần, bằng vào kết quả này, tiếng nhạc do không khí đem lại làm cho khán thính giả ưa chuộng hơn. Nhịp độ tiến triển của nhạc cổ điển trong một lần trình diễn đầu tiên được nổi lên, tiếp đến là tiếng phụ họa bằng những hồi trống do mười đầu ngón tay của nghệ sĩ rung lên nhập theo trống. Những cồng chiêng được sắp xếp theo hình bán nguyệt của những nhạc công - đây được xem là loại cụ truyền thống của người Thái. Dàn nhạc khác sử dụng hai nhạc cụ dùng vĩ và kèn. Thính giả còn được nghe loại nhạc này trình diễn trong những trận đấu Muay Thái, nhằm kích động võ sĩ thêm hăng hái, bằng khúc tứ tấu đàn dây gồm có cồng chiêng, kèn bầu, sáo và trống. Dàn nhạc này chơi hoàn toàn theo sở trường.

### Vài nét về dàn nhạc Piphat

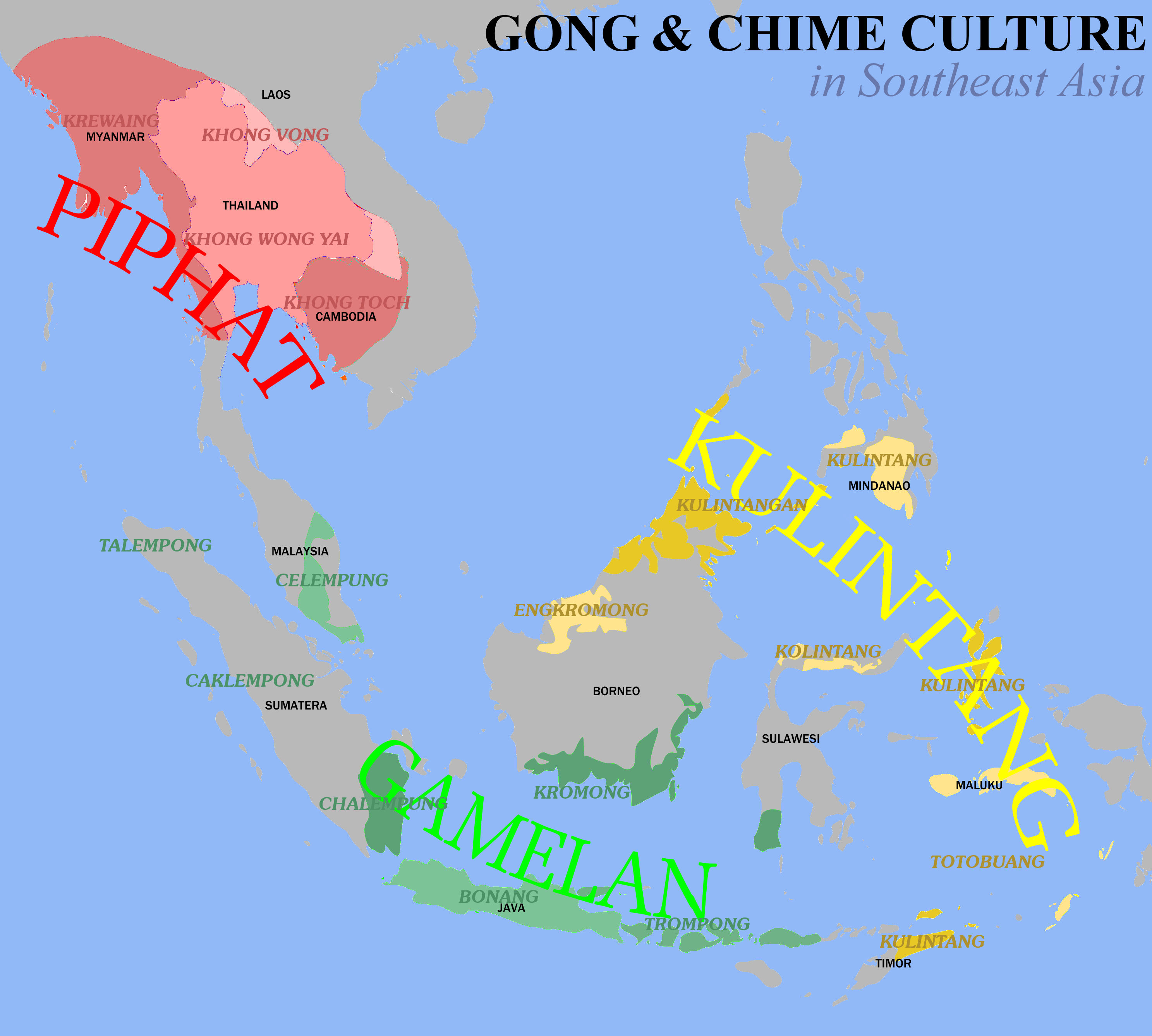
Sơ đồ phân bố sự giao thoa giữa các dàn nhạc truyền thống Đông Nam Á

Dàn nhạc ngũ âm được tạo nên bởi 5 chất liệu gồm: gỗ, đồng, sắt, da và hơi. Theo nhiều nguồn tài liệu từ các chùa Phật giáo xứ Chùa Vàng , tại đây đã xuất hiện dàn nhạc ngũ âm và được lưu truyền đến ngày nay. Có thể thấy, lịch sử xây dựng, phát triển của người dân nơi đây gắn liền với âm nhạc ngũ âm và vẫn giữ nguyên sắc thái riêng của nó trong quá trình giao lưu, tiếp biến văn hoá giữa các tộc người ở Thái Lan như Thái Đen, Isản, Xiêm, Lự,... cho đến ngày nay. Dàn nhạc ngũ âm và nhạc lễ của người Thái đã có từ rất lâu đời, theo quy định cổ truyền thì dàn nhạc chỉ được sử dụng trong các ngày đại lễ. 
Tìm về lịch sử, dàn nhạc Piphat (tiếng Thái: ปี่พาทย์; phát âm tiếng Thái: [pìːpʰâːt]) được gọi từ việc sáp nhập giữa nhạc Pin và nhạc Peat của người Khmer ở Campuchia. Nhạc Pin là dàn nhạc được ra đời từ thời đại Phù Nam. Dàn nhạc này được tấu bằng nhạc cụ Pin trước các nhạc cụ khác. Nhạc cụ Pin là loại nhạc cụ có ảnh hưởng từ Ấn Độ được du nhập theo Bà La Môn. Dàn nhạc Pin là dàn nhạc có nhạc cụ tổng hợp giữa nhạc cụ có từ Ấn Độ và nhạc cụ có trong nước (nhạc cụ người Khmer có sẵn). Dàn nhạc Pin gắn liền với các nghi lễ, nó được biểu diễn ca múa và nghệ thuật diễn khác trong truyện thần thoại đã có từ xa xưa. Cả 3 thể loại nhạc pinphat Lào, piphat Thái và pinpeat Khmer có cùng chung với gamelan của miền tây Indonesia; kulintang của miền nam Philippines, phía đông Indonesia, phía đông Malaysia, talempong của người Minangkabau ở Tây Sumatra, Indonesia và hsaing waing của Miến Điện.
Ngoài ra, trong thời trung đại có một dàn nhạc mà người ta thường gọi là krong-sko-trom min. Dàn nhạc này dùng để khuyến khích lòng dũng cảm của quân đội trong chiến đấu. Ngày nay, vai trò của dàn nhạc này đã chuyển trọng tâm của mình sang phục vụ trong các nghi lễ truyền thống, phong tục ma chay. Dàn nhạc krong-sko-trom min có nhiều nhạc cụ tổng hợp, không ổn định, tuỳ theo nhu cầu buổi lễ và người sử dụng, được khắc ở các đền đài như: đền Bayon, đền Angkor Var, đền Bapun, đền Ban-teay-chmar, đền Ta-brum... Dàn nhạc này đôi khi có nhạc cụ Peat (có 9 âm), deav, sro-lay, sko-thum, sko-chi, sko-sampho. Dàn nhạc này được tấu lên bằng nhạc cụ krong-peat (ngày nay nhạc cụ này đã thất truyền, chỉ còn lại các điêu khắc trên các đền đài).
Hai loại nhạc gồm Pin và krong-sko-trom min được nhập chung với nhau thành một dàn nhạc Pin-peat. Có người cho rằng, nhạc cụ của người Khmer hoà tấu như ngày nay được tách ra từ Ấn Độ thời xa xưa, mãi đến về sau kiến thức âm nhạc và thể loại âm nhạc của người Khmer được truyền đi đất nước Xiêm (Thái Lan) và Lào  phát triển rực rỡ. Do đó mà có tên gọi là Plêng Xiêm và Plêng Lào (hay Pinphat Lào). Nó cũng được sử dụng để đi kèm với các hình thức sân khấu và múa truyền thống của Thái Lan bao gồm Khon Thai, Lakhon (múa cổ điển), và múa rối bóng.

## Danh sách các nhạc cụ truyền thống Thái Lan

### Bộ dây

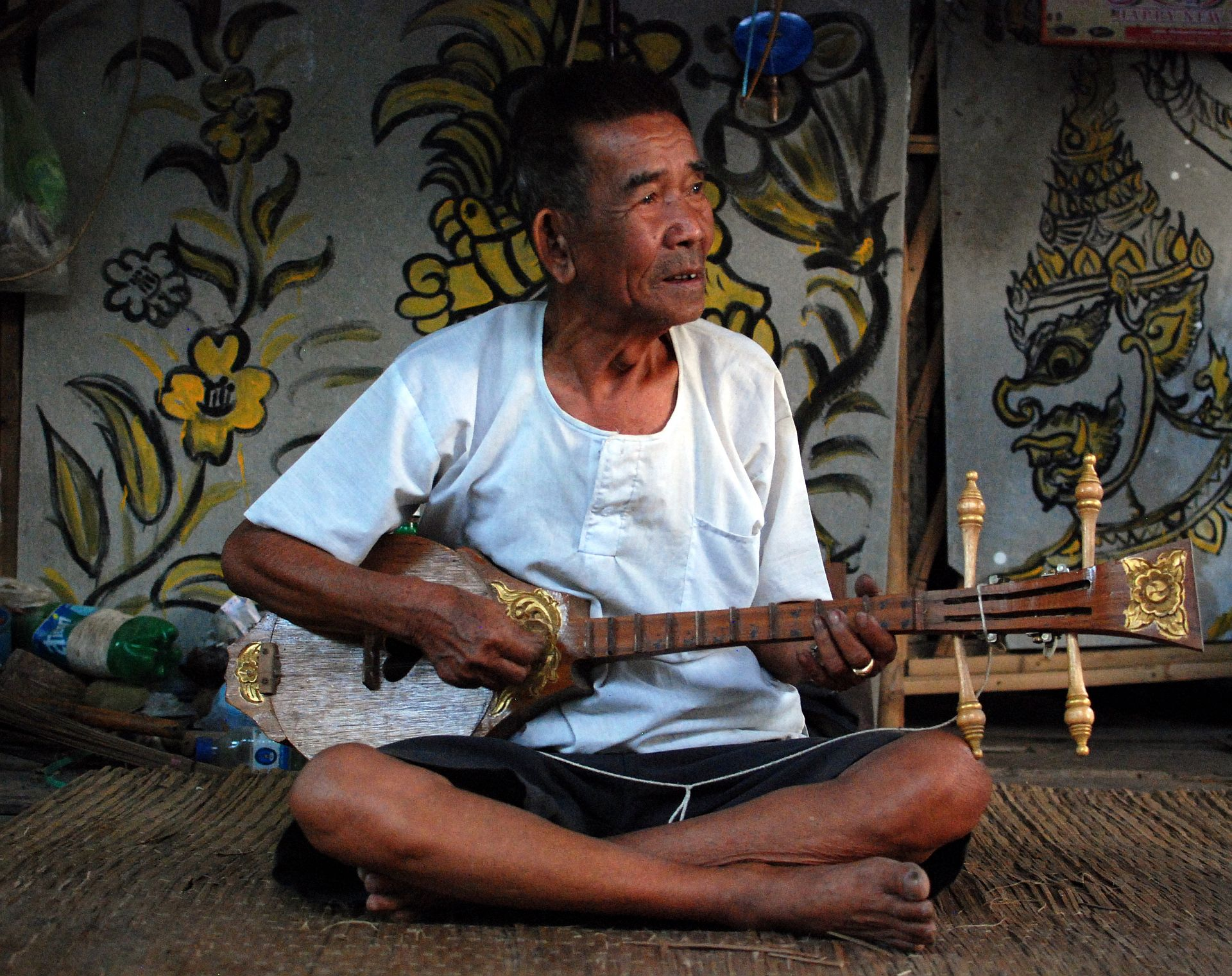
cụ ông ở Mae On, gần Chiang Mai chơi đàn sueng

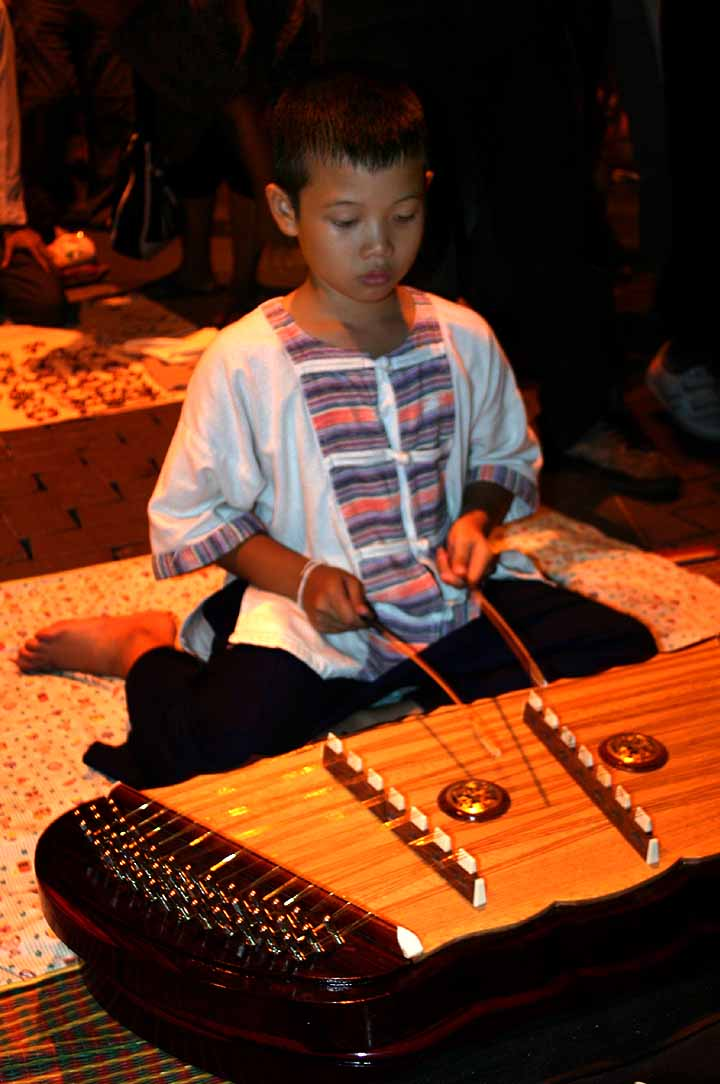
Bé trai người Thái chơi đàn Khim

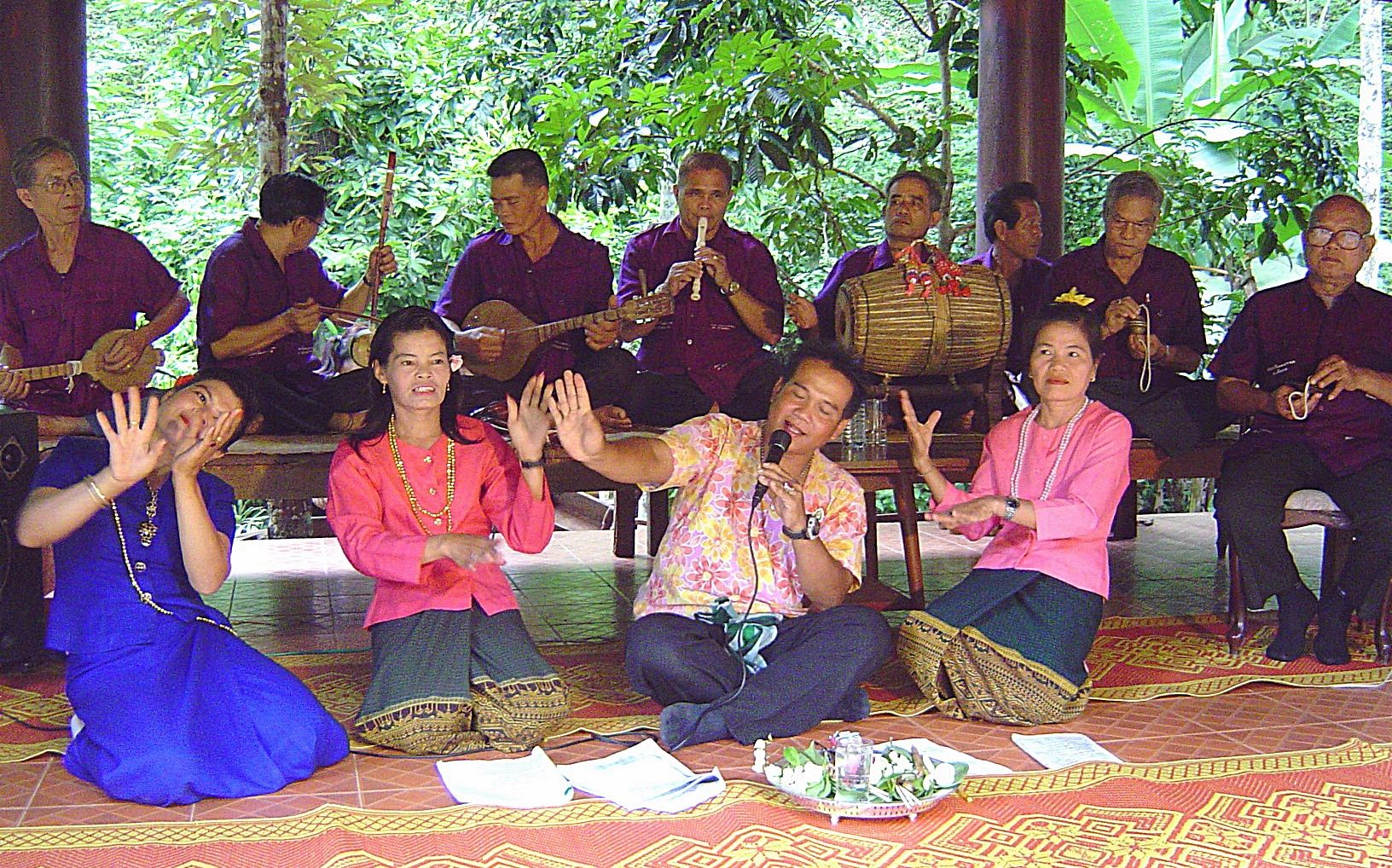
Biểu diễn dân ca tại Wat Khung Taphao

#### Gảy
- Krachappi (กระจับปี่) - cây đàn lute có thùng đàn tròn hoặc bầu dục, cần dài có nguồn gốc từ Campuchia
- Chakhe (จะเข้) - đàn zither trên sàn có hình con cá sấu với ba dây. Hai dây đầu tiên được làm từ nilon, và dây cuối cùng được làm từ đồng
- Phin (พิณ) - đàn lute ba dây được sử dụng ở vùng Isản. Loại điện tử sử dụng bộ cảm biến và truyền dẫn âm thanh để chuyển đổi các rung động của dây đàn thành các xung điện, điều chỉnh âm tần và khuếch đại ra loa. 1 loại đàn phin nữa là phin 2 cần ảnh hưởng từ đàn guitar 2 cần phương Tây. Nó được thiết kế với thùng đàn to hơn, sound hole được mở rộng hơn. Và trong 2 cần, 1 cần thiết kế cho 6 dây và 1 cần cho 3 dây (hoặc cũng có loại 2 cần, mỗi cần 3 dây, có hàng hiếm 4 cần đàn), giúp cho người chơi có thể thay đổi âm thanh. Thùng đàn (bầu đàn) hình gần như giọt nước, nhọn ở phần đáy. Đầu đàn chạm hình rắn nāga.
- Phin phia (พิณเพียะ) - nhạc cụ làm từ một ống nứa dài khoảng 70 đến 90 cm, đường kính từ 5 đến 8 cm, hai đầu ống đều có mấu kín. Phía chân đàn, phần dưới mấu nứa có mắc một đầu dây vào, phần đầu dây còn lại quấn vào những trục lên dây bằng gỗ, cắm xuyên qua ống ở phía đầu đàn. Mỗi dây đàn làm từ nilon phát ra một âm, được tăng độ vang bằng ống tre. Tuy nhiên, có lẽ do ống tre có độ vang kém nên một số nghệ nhân đã nghĩ ra cách gắn thêm nửa quả bầu khô rỗng ruột ở dưới các dây phía chân đàn để làm tăng độ vang của âm thanh. Một số người khác lại gắn thêm nửa quả bầu khô rỗng ruột (đường kính nhỏ hơn quả bầu kia một chút) vào phía đầu đàn (nơi có trục vặn dây). Nửa quả bầu này không có mặt trên. Hầu hết phin phia do người Thái miền Bắc chơi.
- Sueng (ซึง) - đàn lute 4 dây từ khu vực phía bắc.
- Phin hai (พิณไห) hay hai song (ไหซอง) - một bộ bình bằng đất nung có dây chun căng trên miệng.

#### Kéo

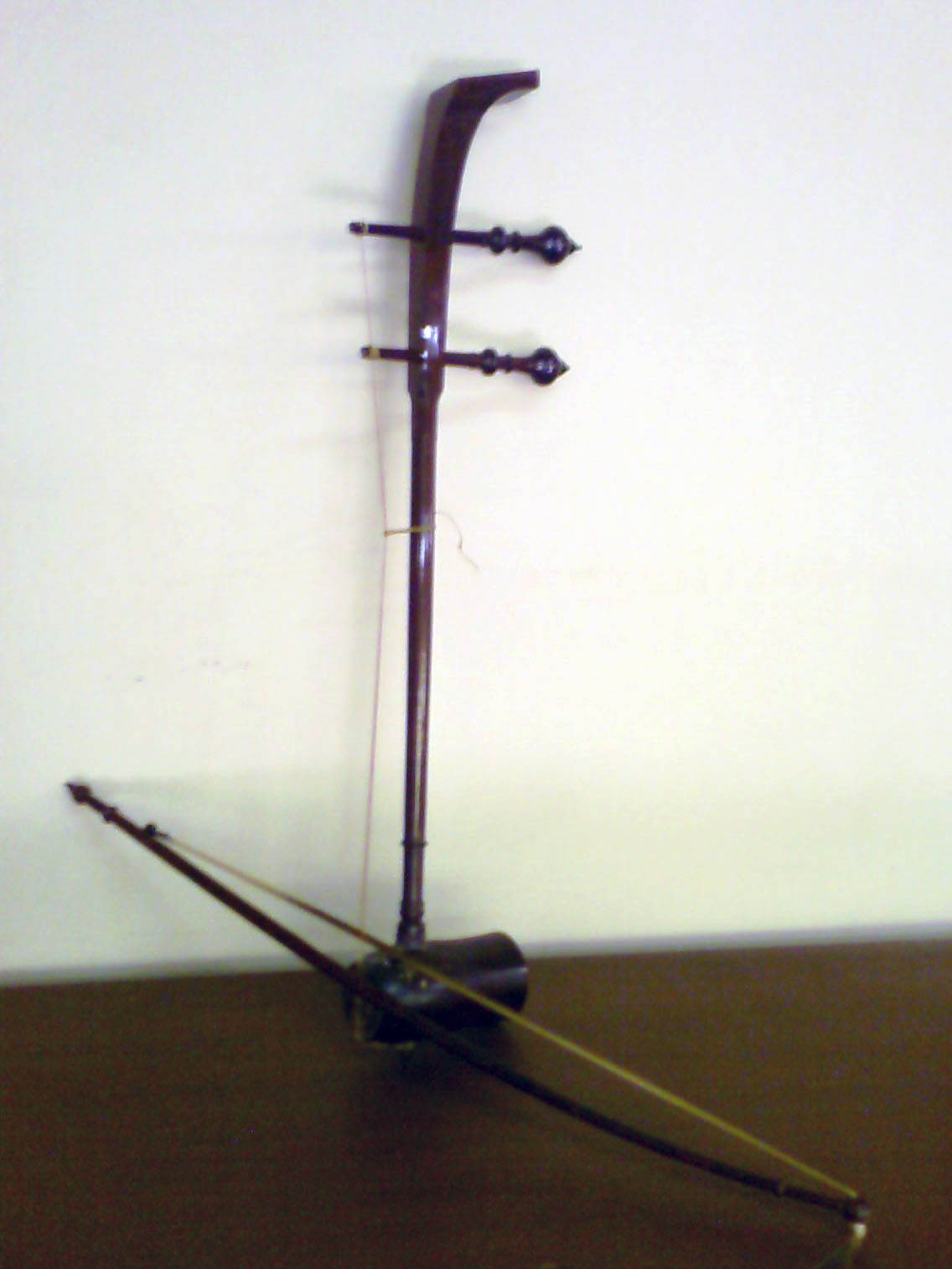
Đàn nhị xò đuông

Xò (ซอ) là từ để chỉ nhạc cụ dây dùng vĩ của người Thái. Chúng được tiếp nhận từ hồ cầm Trung Quốc nhưng có sự cải biên. Sự đa dạng của các loại nhạc cụ được mở rộng khi vương quốc Thái ở bán đảo Đông Dương tiếp xúc với Ấn Độ. Sau đó Thái Lan cũng áp dụng các nhạc cụ phương Tây như violin và organ. Bao gồm:
- - Xò đuông: Bát đàn (bát nhị hay hộp cộng hưởng) làm bằng ống tre hình trụ; cần đàn, dây và trục cùng cung kéo mắc liền có cấu trúc tương đương tương tự đàn nhị Việt Nam, hay các loại đàn nhị và hồ cầm có cung vĩ mắc liền của Trung Quốc.
  - Xò u: Cấu tạo như đàn da hồ (đàn gáo) của Trung Quốc hay Việt Nam, cần đàn làm bằng tre, hộp cộng hưởng làm từ gáo dừa hay vỏ quả thốt nốt phơi khô.
  - Xò xảm xài: Đàn vĩ kéo của vùng Sukhothai. Nó có ảnh hưởng từ đàn rebab kiểu Indonesia và đàn tro của người Khmer, Campuchia
  - Xò krapăng (saw krapawng ซอกระป๋อง - miền Đông Bắc Thái Lan): Nó có hộp cộng hưởng làm từ vỏ lon bằng nhôm. Đây là loại đàn nhị tự chế của Người Thái, có cấu trúc tương tự đàn nhị Việt Nam, hay các loại đàn nhị và hồ cầm có cung vĩ mắc liền của Trung Quốc.
  - Xò píp (ซอปี๊บ): phiên bản lớn hơn của xò krapăng, hộp cộng hưởng làm từ nhôm hay inox loại lớn chế tác thành cái hộp. Cần đàn bằng tre và chốt (trục) bằng gỗ, nó sử dụng dây thép. Âm vực trầm hơn so với xò krapăng. Thông thường, xò píp chỉ dành cho người mù và ăn xin sử dụng cho mục đích hát rong kiếm tiền.
  - Xò bang (ซอบั้ง): Nhạc cụ vĩ kéo của người Isản. Nó là ống nứa làm đàn, có hai dây làm bằng tơ tằm, hoặc tách trực tiếp từ thân ống nứa. Ngày nay, ngoài việc sử dụng dây bằng kim loại sắt người ta còn bổ sung thêm dây thứ ba cùng chất liệu. Cung kéo làm từ một thanh tre mỏng, có chiều dài khoảng 45 cm, rộng khoảng 1 cm; dây cung thường được làm từ lông đuôi ngựa nhưng phổ biến là làm từ những sợi cước nhỏ. Tại Việt Nam, dân tộc Thái gọi là xi xa lo hoặc xò lò.
  - Xò lò: Xò lò có cấu tạo nhỏ hơn xò xảm xài và là nhạc cụ của vùng Lan Na. Trước kia xò lò có hai dây làm bằng tơ tằm hoặc vải thổ cẩm Thái. Ngày nay ngoài việc sử dụng dây kim loại, người ta còn bổ sung thêm dây thứ ba cùng chất liệu. Vĩ kéo làm từ một thanh tre mỏng, có chiều dài khoảng 45 cm, rộng khoảng 1 cm. Dây cung được làm từ sợi cước, nhưng để giai điệu êm ái, mượt mà thì dùng vật liệu đuôi ngựa là tốt hơn cả. Thân hoặc hộp cộng hưởng xò lò được làm từ gáo dừa, mặt đàn làm từ da bò hoặc da dê và nỏ hơn so với xò xảm xài. Hai dây đàn của nó mắc qua ngựa đàn hoặc mặt đàn của hộp cộng hưởng. Tổng chiều dài của xò lò ước tính xấp xỉ 1,7 mét. Cần đàn làm từ gỗ hoặc ngà voi, giữa cần được bọc bởi kim loại. Không nên nhầm lẫn giữa xò lò Thái Lan và xò lò của dân tộc Thái ở Việt Nam.

#### Gõ
- Khim (ขิม) - đàn tam thập lục duy nhất của người Thái.

### Bộ gõ

#### Trống

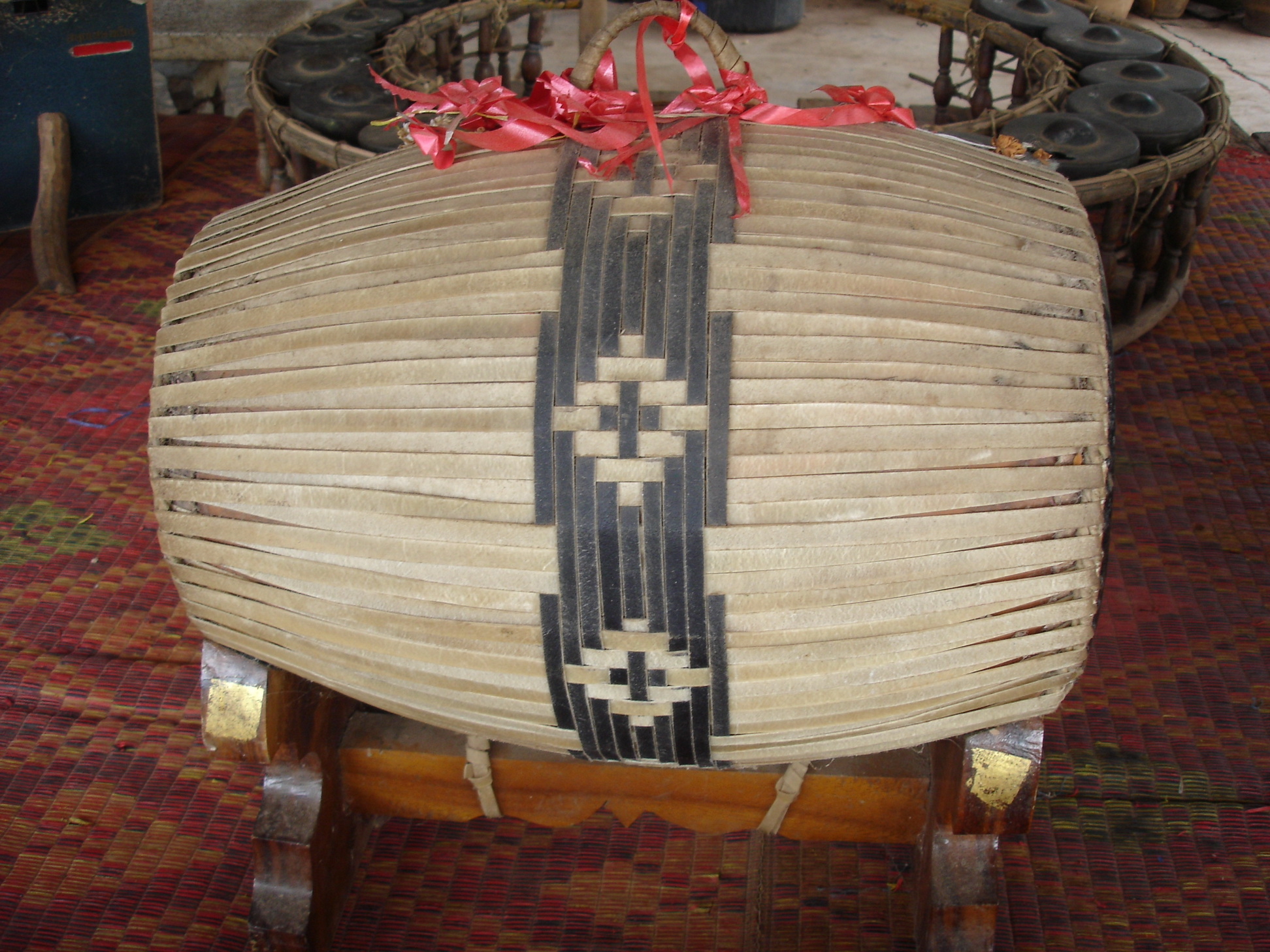
Trống Thái - taphon

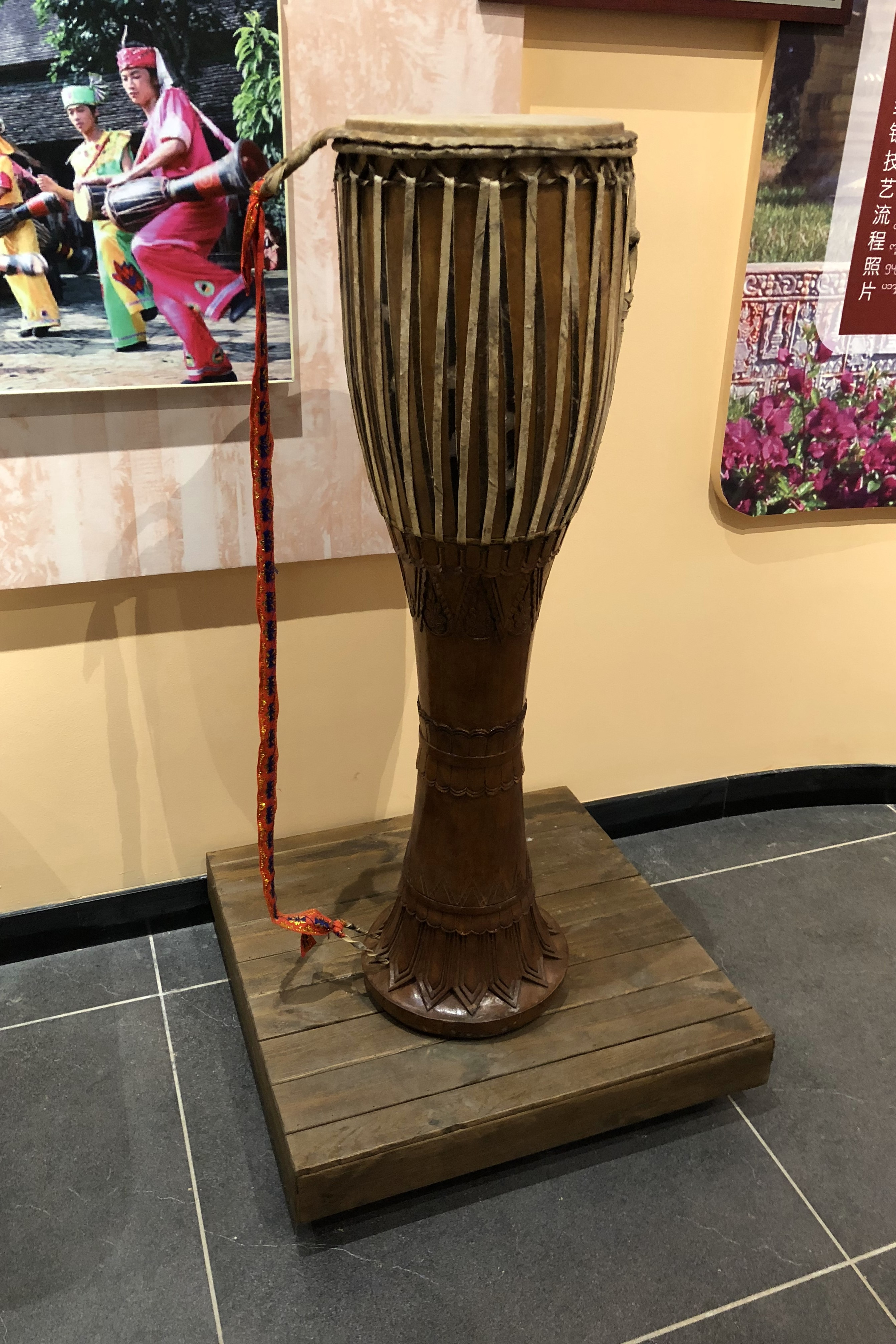
Klong yao - trống chân voi

- Taphon (ตะโพน) hoặc klawng taphon (กลอง ตะโพน) - trống thùng lớn; chơi bằng tay và được sử dụng trong dàn nhạc piphat
- Taphon mon (ตะโพน มอญ) - trống lớn được chơi bằng tay, được sử dụng trong pipet mon.

Klong that (กลอง ทัด) - trống lớn được chơi bằng gậy; thường được chơi theo cặp và được sử dụng trong ban hòa tấu piphat chatri. 
- Klong chatri (กลอง ชาตรี), còn được gọi là klong tuk (กลอง ตุ๊ก) - giống klong nhưng nhỏ hơn, được chơi bằng gậy; được sử dụng trong piphat
- Rammana (รำมะนา) - trống khung; chơi bằng tay
- Thon (โทน): trống chỉ có một mặt bịt bằng da bò hoặc da dê, đường kính khoảng 44–50 cm. Tang trống sử dụng gỗ lim hoặc gỗ cà chỉ liền khối đục rỗng có độ cao chỉ khoảng 9 cm. Mặt trống được cǎng bằng hai đai tròn làm từ một đoạn mây song và một hệ thống dây chằng đan chéo nhau để cǎng mặt trống. Từ giữa tang đến vành phía dưới là những con nêm để cǎng trống khi bị trùng. Nó có thân gần giống hình chiếc cốc uống nước, tương tự như trống Djembe của châu Phi nhưng chân trống nhỏ hơn. Một đầu của mặt trống được che, người chơi có thể đặt chân xuống để vỗ mặt trống, hoặc kẹp vào mặt trống để chơi. Gồm 2 loại:
  - Thon chatri (โทนชาตรี)
  - Thon mahori (โทนมโหรี)
- Klong thap (กลอง ทับ) - trống cốc được sử dụng chủ yếu trong âm nhạc dân gian miền nam Thái Lan, cũng được sử dụng để tạo nhịp ở miền nam cho các buổi biểu diễn hoặc kịch dân gian Nora (โนรา).
- Klong khaek (กลอง แขก) - thùng phuy; chơi bằng tay và thường chơi theo cặp
- Klong song na (กลอง สอง หน้า) - thùng phuy; chơi bằng tay
- Klong yao (กลอง ยาว) - loại trống này có tên khác là trống chân voi (tiếng Trung: 象腿鼓; Hán-Việt: tượng cước cổ; bính âm: Xiàng tuǐ gǔ). Đây là loại trống có nguồn gốc từ vùng Tây Song Bản Nạp  của người Lự thường dùng để đệm hát và múa, vỗ bằng tay. Ở Lào, trống được gọi là Khawng yao và Campuchia gọi là skor chhaiyam (tiếng Khmer: ស្គរឆៃយ៉ាំ)
  - Poeng mang khok (เปิงมาง คอก), hoặc đơn giản là poeng mang (เปิงมาง) - bộ trống điều chỉnh được sử dụng trong pipet mon
- Klong bantho (กลอง บัณเฑาะว์) - trống đồng hồ cát nhỏ nhất, giống như Damaru và Dhadd ở Ấn Độ ; được sử dụng trong nghi lễ Bà La Môn giáo - Ấn Độ giáo của Hoàng gia Thái Lan hoặc nghi lễ về Hoàng gia Thái Lan
- Klong seng (กลอง เส็ง), Klong ching (กลอง จิ่ง), hoặc Klong tae (กลอง แตะ): trống lớn được chơi bằng gậy; nói chung là chơi theo cặp và được sử dụng trong cạnh tranh trong khu vực Isản, đặc biệt bởi người Phu Thái.

#### Cồng chiêng
- Khoỏng wong lek (ฆ้องวง เล็ก) - dàn chiêng cao hơn; bao gồm nhiều chiếc cồng nhỏ điều chỉnh được gắn trong một khung mây
- Khoỏng wong yai (ฆ้องวง ใหญ่) - chiêng dàn dưới; bao gồm nhiều chiếc cồng nhỏ điều chỉnh được gắn trong một khung mây
- Khoỏng mon (ฆ้อง มอญ) - một bộ gồm nhiều chiếc cồng nhỏ được điều chỉnh, xếp thành khung cong thẳng đứng; thường chủ yếu trong nhạc tang lễ
- Khoỏng ràng (ฆ้อง ราง) - bộ tám chiếc chiêng được điều chỉnh treo ngang trong một khung thẳng; tương tự như kulintang tại miền nam Philippines.
- Khoỏng chài (ฆ้องชัย), còn được gọi là khoỏng hui (ฆ้องหุ่ย) hoặc khoỏng mui (ฆ้อง มุ่ย) - chiếc cồng khổng lồ có hình trùm được sử dụng để điểm thời gian
- Khoỏng mong (ฆ้องโหม่ง) hay mong (โหม่ง) - loại cồng treo cỡ trung bình được sử dụng trong các ban nhạc Thái
- Khoỏng meng (ฆ้องเหม่ง) hay khong kratae (ฆ้องกระแต) - chiếc chiêng nhỏ có trùm đầu được sử dụng như một thiết bị phát tín hiệu và trong các cuộc diễu hành truyền thống với klawng yao
- Khoỏng rao (ฆ้อง ราว) - ba chiếc cồng (nhỏ, vừa và lớn) treo thẳng đứng trong một khung gỗ; hiếm
- Khoỏng khu (ฆ้อง คู่) - cặp chiêng nhỏ treo ngang trong hộp gỗ; được sử dụng trong âm nhạc sân khấu và âm nhạc của miền nam Thái Lan
- Wong khoỏng chài (วง ฆ้องชัย) - bộ bảy chiếc cồng lớn có hình trùm được treo thẳng đứng trong một khung hình tròn.

#### Các loạimộc cầm

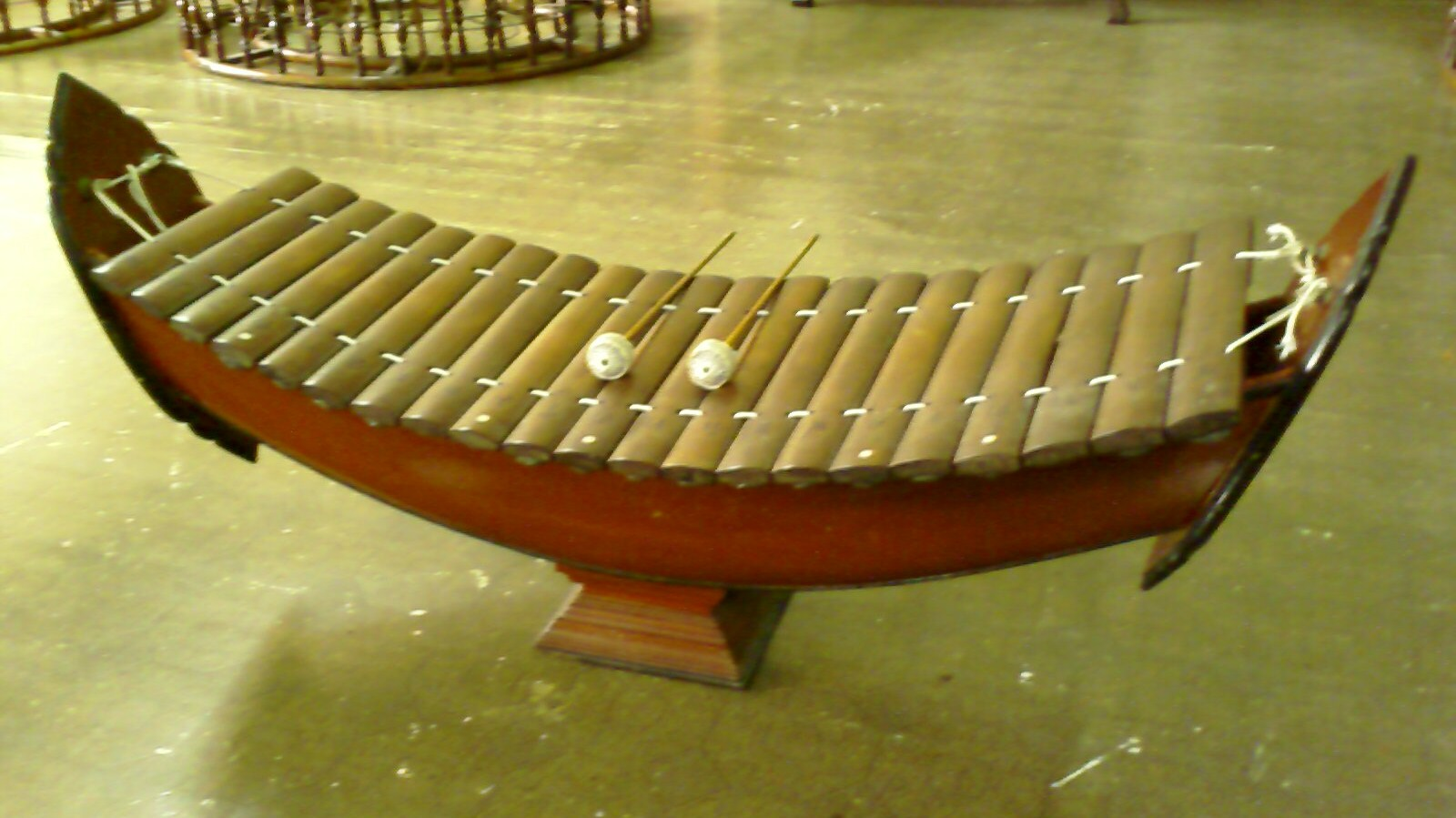
Ranat ek - mộc cầm Thái

Ranat (ระนาด) là phân họ đàn mộc cầm Thái Lan. Chúng cũng có họ hàng với các loại mộc cầm Đông Nam Á khác như lanad (ລะນາດ) ở Lào, roneat ek (រនាតឯក) ở Campuchia và pattala ở Miến Điện (ပတ္တလား), bao gồm:
- Ranat ek (ระนาดเอก) Các phím của Ranad Ek không chạm nhau mà được treo trên 2 dây tương tự như một cây cầu treo. Ranad Ek gồm 21-22 phím bằng gỗ, có kích thước khác nhau để tạo ra âm thanh khác nhau. Ranat Ek được chơi bởi hai cái vồ. Các vồ cứng tạo những âm thanh sắc nét, tươi sáng khi nhấn và được sử dụng trong những tiết mục chơi nhanh. Các vồ mềm tạo ra một giai điệu êm dịu và nhẹ nhàng hơn được sử dụng cho các bài hát. Loại đàn này thường được chơi bằng hai vồ và được sử dụng trong âm nhạc cổ điển và sân khấu của Thái Lan. Ở Campuchia gọi là roneat ek, Myanmar gọi là pattala.
- Ranat Ek Lek (ระนาดเอก เหล็ก): cũng tương tự như Ranat Ek, nhưng các phím được làm bằng kim loại, thay vì gỗ. Các phím kim loại phẳng được đặt trên một hộp cộng hưởng bằng gỗ.

Một loại tương tự như Ranat Ek Lek là Ranak Thum Lek (ระนาดทุ้ม เหล็ก) nhưng tạo ra âm thanh thấp hơn Ranat Ek Lek. Sự khác biệt lớn nhất là tất cả các phím lớn hơn nên tạo âm thanh thấp hơn.
Người Lự ở vùng Tây Song Bản Nạp gọi nó là Thái tộc ca lạp tát (傣族嘎拉萨).
- Ranat kaeo (ระนาดแก้ว): loại mộc cầm có phím gắn trong thùng gỗ chữ nhật.
- Ranat thum (ระนาดทุ้ม):  tương tự ranat ek nhưng âm vực thấp hơn.
- Pong lang (โปงลาง): đàn mộc cầm của người Isản. Nó có cấu tạo gần giống t'rưng Việt Nam với các phím làm bằng gỗ sồi có kích cỡ khác nhau. Pong lang chuyên nghiệp có khoảng 7 đến 13 phím xếp thành hàng trên giá đàn theo thứ tự đi dần xuống từ phím lớn đến phím nhỏ. Khi dùng dùi gõ vào các phím sẽ tạo thành âm thanh cao thấp khác nhau tùy độ to, nhỏ, dài, ngắn của phím. Những phím to và dài phát ra âm trầm, còn những phím nhỏ và ngắn có âm cao. Âm sắc của đàn pong lang đục, tiếng vang xa. Nghe tiếng đàn pong lang ta có cảm giác như tiếng suối róc rách, tiếng thác đổ, tiếng xào xạc của rừng tre nứa khi gió thổi.

#### Phách
- Krap phướng (กรับ พวง) - bó gỗ cứng và thanh đồng, buộc lại với nhau ở một đầu.
- Krap sepha (ก รับ เสภา) - cặp phách tre hoặc gỗ cứng

#### Chuông và chũm chọe
- Kangsdal (กังสดาล) - chuông được làm từ đồng, thường được sử dụng trong các nghi lễ Phật giáo
- Ching (ฉิ่ง chình) - một cặp chũm chọe nhỏ, dày được nối bằng một sợi dây; dùng để đánh dấu thời gian
- Chạp (ฉาบ) - một cặp chũm chọe phẳng được nối bằng một sợi dây
  - Chạp lếk (ฉาบ เล็ก) - nhỏ hơn
  - Chạp yải (ฉาบ ใหญ่) - lớn hơn

### Nhạc cụ hơi

#### Sáo

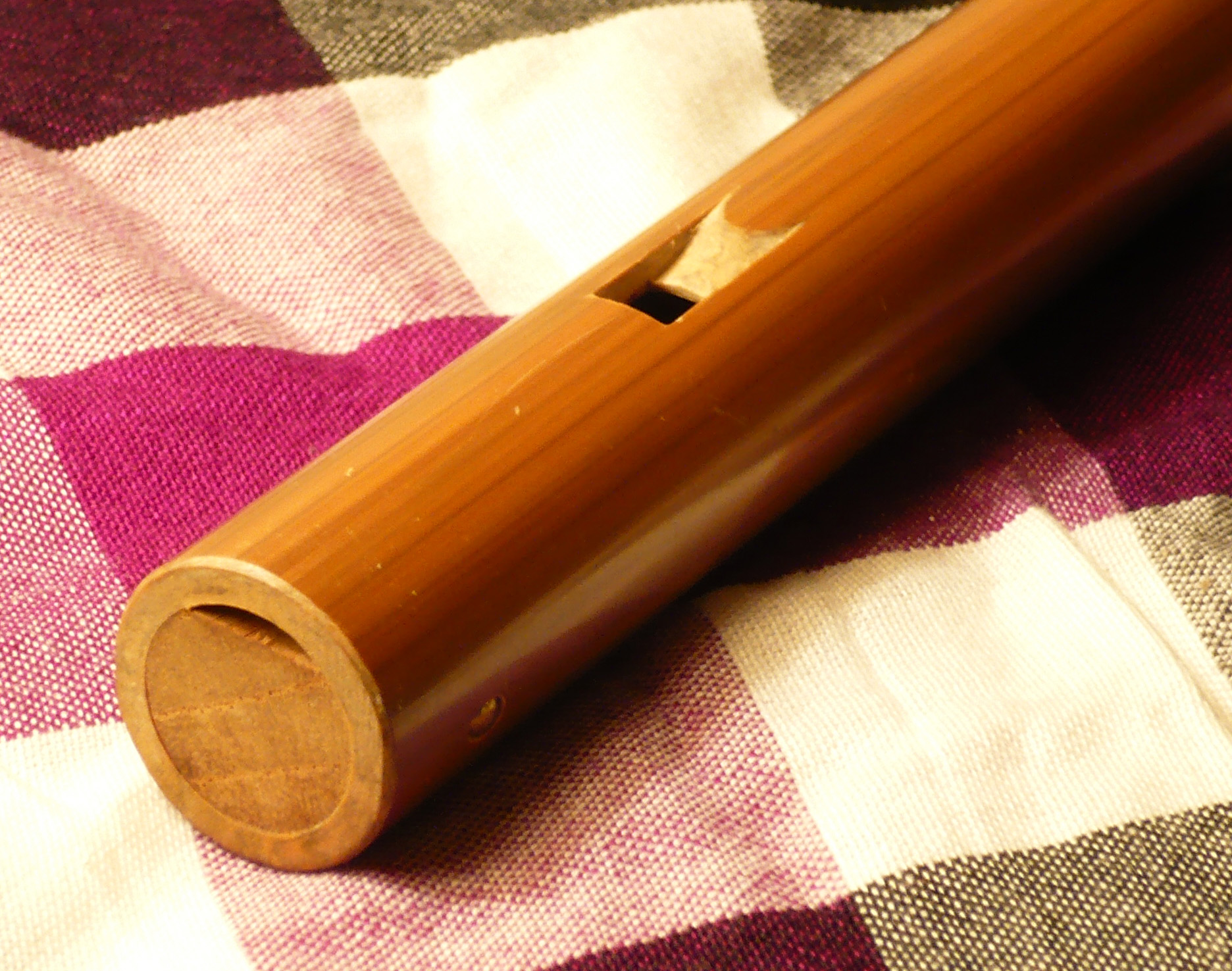
Lỗ thổi của cây khlủi

- Khlủi (tiếng Thái: ขลุ่ย) là một loại sáo dọc từ Thái Lan. Xuất xứ trước hoặc trong thời kỳ Sukhothai (1238-1583AD) cùng với nhiều nhạc cụ Thái. Tuy nhiên, nó đã chính thức được ghi nhận như một công cụ Thái bởi vua Trailokkanat (1431-1488), người đã thiết lập mô hình chính thức của các cụ. Nó là một công cụ reedless, thường làm bằng tre, mặc dù công cụ này cũng được làm từ gỗ cứng hoặc nhựa. Sau nhiều thế hệ thay đổi, nó tồn tại cho đến ngày nay.

Có ba loại Khlui, đó là vẫn còn phổ biến cho tới ngày nay là khlui phiang aw (khlủi phiềng au, tiếng Thái: ขลุ่ยเพียงออ, cỡ vừa),khlui lib (khlủi líp, tiếng Thái: ขลุ่ยหลิบ, cỡ nhỏ) và khlui u (khlủi u, tiếng Thái: ขลุ่ยอู้, cỡ lớn) Người Lự ở tỉnh Vân Nam, tây nam Trung Quốc có loại sáo tương tự gọi là bì thu (比秋) một loại sáo dọc nhỏ truyền thống.

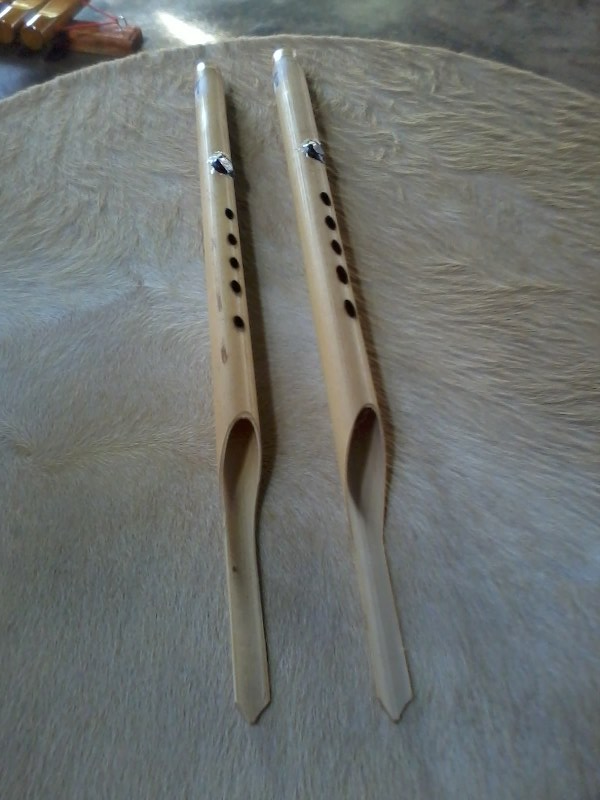
Hai cây pí Phu Thái

- Pí Phu Thái (tiếng Thái: ปี่ภูไท) hay pí Luk Kha (ปี่ลูกแคน) là một nhạc cụ của dân tộc Phu Thái thuộc các tỉnh như Nakhon Phanom, Udon Thani, Mukdahan ở phía đông bắc của Thái Lan và trong Savannakhet, các quận Xiengkhuang và Khammuane ở Lào. Hầu hết các loại sáo này đã biến mất. Bởi vì tre hoặc nứa đang bắt đầu khan hiếm vì pí Phu Thái không có nhiều như ngày xưa  tương tự như sáo pí của miền bắc vì nó có lưỡi gà làm bằng kim loại, như vàng, đồng.Âm thanh pí Phu Thái nghe giống như tiếng sáo ba ô Trung Quốc hay sáo mèo.

Pí Phu Thái là ống nứa tép dài từ 20 đến 60 cm, đường kính từ 1,5 đến 2 cm. Nó có 1 đầu bịt mấu kín, ngay sát mấu kín là 1 lỗ hình chữ nhật có cạnh ngắn 1 cm và cạnh dài 2 cm, được bịt kín bằng đầu bát mỏng chứa lưỡi gà tam giác, phần dưới của nó nhọn và được cắt vát chéo.
- Pí chum (ปี่จุม) là loại sáo thổi gắn lưỡi gà của người Thái vùng Làn Nà  làm từ ống nứa tép hoặc tre. Nó được dùng để đệm hát cho dân ca Làn Nà,  theo phân loại về kích thước thì pí chum có các loại sau:
  - Pí mae (ปี่แม่): Pí giọng trầm 8 lỗ
  - Pí klang (ปี่กลาง): có âm vực trung bình.
- Pí koi (ปี่เล็ก): dài từ 30 đến 40 cm, đường kính to hơn hoặc bằng 1 cm
  - Pí lek (ปี่เล็ก): Âm vực cao của nó không khác gì sáo ba ô hay sáo mèo nữ Trung Quốc.
- Wot (โหวด) - sáo ống tròn sử dụng trong khu vực Isản. Chơi bằng cách giữ giữa hai bàn tay và trong khi xoay, thổi xuống các đường ống.

#### Kèn và khèn

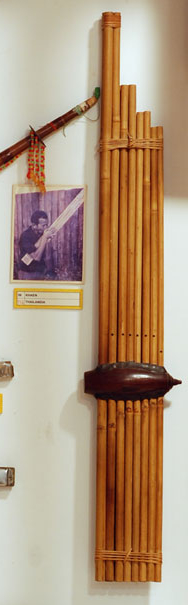
Khèn bè Thái Lan

Khèn bè là cách gọi loại nhạc cụ với dàn ống giống như chiếc bè. Đây là nhạc cụ có xuất xứ từ các nước Đông Nam Á. Ở Thái Lan chúng bao gồm:
- Khaen hok (แคน หก, hok có nghĩa là "sáu") - khèn bè nhỏ với 12 ống trong hai hàng 6; thường được trẻ em hoặc người mới bắt đầu sử dụng hoặc bán cho khách du lịch
- Khaen jet (แคน เจ็ด) - khèn bè cỡ trung bình với 14 ống trong hai hàng 7
- Khaen paet (แคน แปด, paet có nghĩa là "tám") - khèn bè cỡ vừa với 16 ống chia thành hai hàng 8; loại được sử dụng phổ biến nhất
- Khaen gao (แคน เก้า, gao nghĩa là "chín") - khèn bè có 18 ống trong hai hàng 9; thường rất dài
- Khaen sip (แคน สิบ, sip có nghĩa là "mười") - một phiên bản khèn bè cải tiến của khaen paet ; ít sử dụng

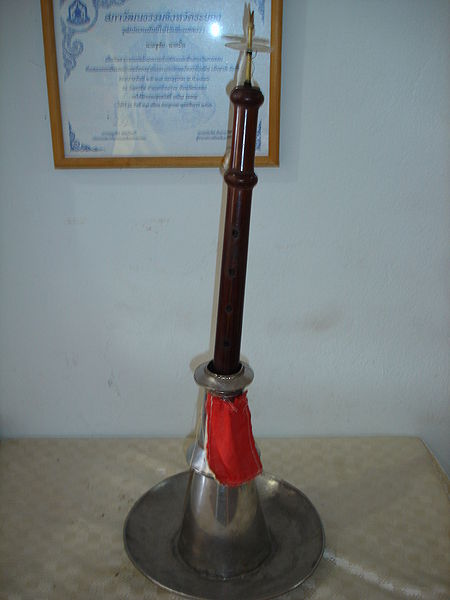
Kèn pí-mon (Pi mon) ở một bảo tàng dân tộc ở Thái Lan

- Pí (ปี่) là nhạc khí hơi dăm kép rất phổ biến ở xứ chùa vàng. Loại kèn bầu này thường diễn tấu nhạc cụ này với trống, chũm choẹ và chuông, đôi khi kết hợp với thanh la. Chúng bao gồm:
  - Pí mon  (tiếng Thái: ปี่ สอง) là kèn bầu của Thái Lan, như pí choa nhưng lớn hơn. Lao-pí (เลาปี่, thân của pí) được làm từ gỗ. Lamphoong (ลำโพง, miệng của pí) được làm từ kim loại. Các pí mon thường được chơi trong bản hòa tấu nhạc cung đình hoàng gia Thái và những bài dân ca Thái, kể cả múa mặt nạ Khổn.
- Pí choa (ปี่ชวา) hay pí-xoỏng-thon (pi song thon ปี่ สอง ท่อน) là loại kèn bầu gỗ Thái Lan Các thành phần chính bao gồm: Laopi (thân kèn), làm bằng gỗ cứng hoặc ngà voi, dài khoảng 27 cm, có thể cắt, tạo hình, khoan, 7 lỗ, được sắp xếp theo vị trí giống như ống sáo. Loa kèn pí choa được làm bằng gỗ cứng hoặc ngà voi. Phổ biến để sử dụng cùng một chất liệu như Lao Pi Có thể tách rời khỏi vòng lặp một cách độc lập. Cuối loa hơi loe ra để khuếch đại âm thanh. Đầu thổi làm từ lá cọ khô, ráp 4 miếng mỏng lại với nhau và gắn vào một thanh kim loại nhỏ. (Gọi là móc buộc), được làm bằng đồng thau hoặc bạc, được gọi là "kamphuat". Từ một số bằng chứng, họ đã sử dụng pi chawa trong Krabuan Phayuhayattra (กระบวน พยุหยาตรา, hành quân) vào thời kỳ tiền Ayutthaya. Các pi chawa ngày nay được sử dụng chủ yếu trong các nghi thức tang lễ.
- Pí nài (ปี่ใน) Thái Lan được làm từ gỗ lim, dài khoảng 30 cm, được chia làm 3 đoạn ghép lại với nhau, có tất cả 8 lỗ và 1 chiếc lưỡi kèn (được làm từ lá thốt nốt khô). Dăm kèm có 1 đầu dẹp, một đầu tròn được cột chặt vào ống nối. Dăm kèn có vai trò quan trọng đặc biệt, nó không được quá khô cứng cũng như không được quá mềm mỏng. Dăm kèn phải đảm bảo được sự ngân vang từ đầu đến cuối không được cắt ngang khi chưa dứt bản nhạc. Thân kèn Có hình ống phình ở giữa và loe 2 đầu. Trên thân kèn được khoét các lỗ bấm để xác định cao độ. Ống nối được gắn vào thân bằng một loại sáp để đảm bảo không bị hở. Lúc diễn tấu, người chơi đặt dăm kèn thẳng đứng cắt ngang lưỡi và thổi để tạo ra âm thanh. Kỹ thuật khó nhất khi diễn tấu pí nài là cách lấy hơi. Người chơi phải vừa thổi, vừa lấy hơi bằng mũi để làm sao tiếng kèn không bị ngắt khi chưa hết bản nhạc. Trong quá trình diễn tấu, người chơi có thể áp dụng các kỹ thuật điều khiển lưỡi để tạo ra các âm thanh đặc biệt. Pí nài cùng với khèn bè, đàn ranat ek, đàn nhị saw u, saw duang,... trong dàn nhạc dân gian Hoàng gia pinphat. Pí nài giống với Saranai của người Chăm  và sralai của người Khmer.
- Hồ lô sanh: được sử dụng bởi các dân tộc như người Akha (gọi là lachi), người Lật Túc (gọi là fulu ) và người La Hủ và người Lự (gọi là naw) ở các vùng cao phía bắc Thái Lan.

## Nhạc đồng quê
Bất kỳ ai bước lên xe taxi tại Bangkok, gặp tài xế từ vùng miền Bắc Thái Lan đến, được tha hồ nghe nhạc do nhưng cuộn băng vang lên một giai điệu mệnh danh nhạc luk thung hay là nhạc đồng quê. Nhạc đồng quê tại vương quốc Thái phản ánh đời sống vùng thôn dã của Thái. Âm thanh nhạc đồng quê thật là bao la, có tính cách phổ thông vào những thập niên 1960 và thập niên 1970, và phát triển mạnh vào năm 1980. Nhạc đồng quê vẫn sống còn nhờ 100% dân Thái giúp đỡ và quan tâm bằng cuộc vận động quốc gia: " người Thái chấp nhận ". Cuộc vận động do các ngôi sao Monsit Kamsoi và Sodsai Rungphothang phát động, khiến âm nhạc đồng quê hiện thời vẫn còn do đài phát thanh phụ trách.
Ca từ và giai điệu của nhạc đồng quê phần lớn sử dụng nhạc cụ truyền thống, thông dụng và phổ biến nhất là khèn, và ngay cả ca từ, cũng sử dụng phương ngữ (tiếng bản địa miền Bắc và miền Đông Bắc) kết hợp với điệu múa truyền thống Lamvong.

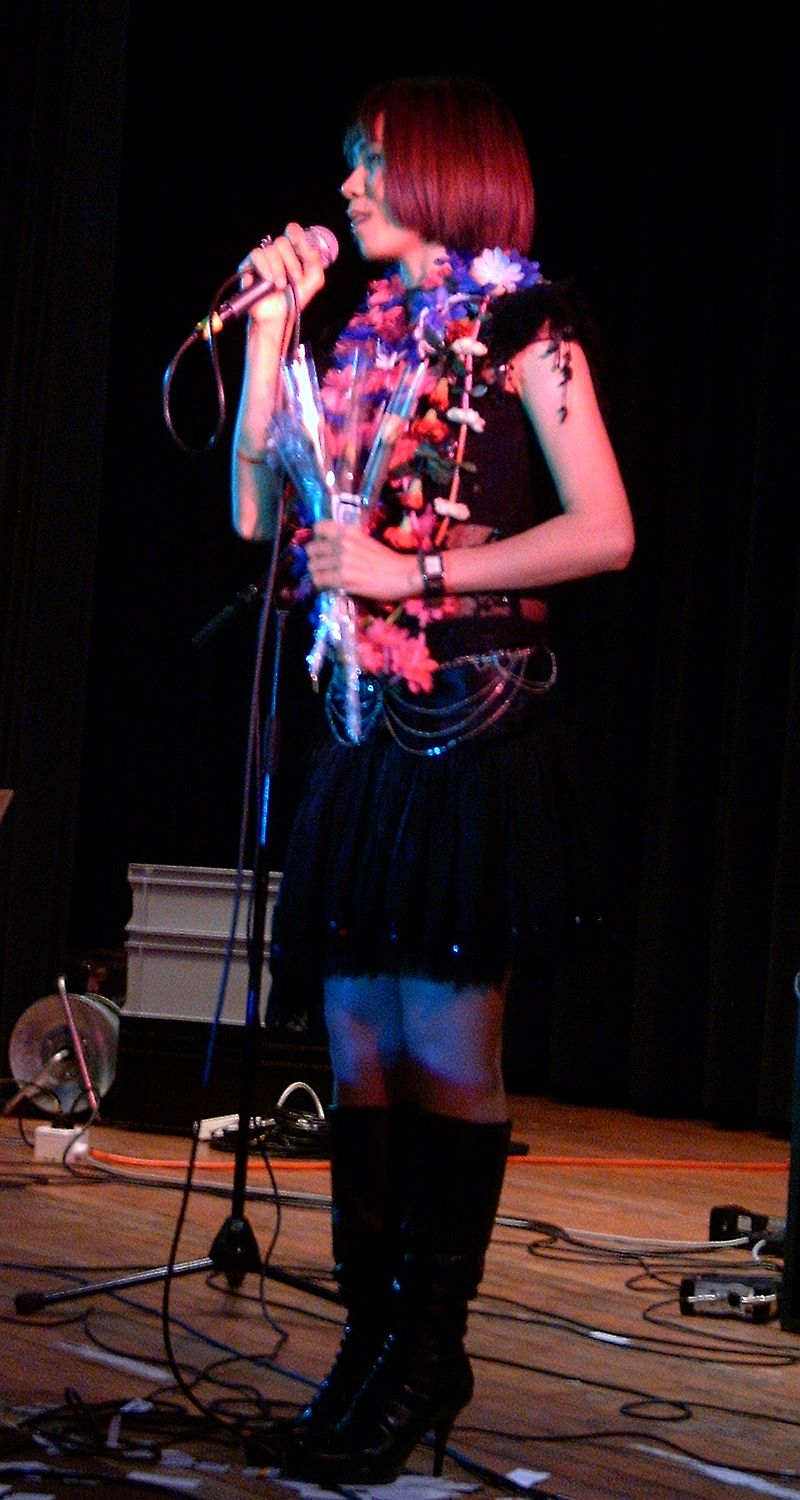
Ca sĩ Jintara Poonlarp quê ở Roi Et - là nữ ca sĩ nổi tiếng với phong cách nhạc mó lam và luk thung và cả thể loại nhạc pop

## Nhạc hiện đại
Nhạc hiện đại của Thái Lan đã phát triển một cách rất nhanh  Lưu trữ ngày 4 tháng 11 năm 2007 tại Wayback Machine nhờ sự pha trộn giữa nhiều dòng nhạc lại với nhau. Đặc biệt, việc sử dụng âm nhạc cổ điển vào âm nhạc hiện đại khiến cho âm nhạc hiện đại có một sức cuốn hút. 
Nền âm nhạc phát triển nhanh và nổi tiếng, các ca khúc Thái Lan luôn luôn lọt vào MTV của châu Á. Nổi tiếng khu vực châu Á và thế giới biết đến là ca sĩ Tata Young. Lưu trữ ngày 12 tháng 11 năm 2005 tại Wayback Machine

## Sách tham khảo
- G.S Nguyễn Tấn Đắc, Văn hóa Đông Nam Á, Nhà xuất bản Khoa học Xã hội.
- Trịnh Huy Hóa (biên dịch), Đối thoại với các nền văn hóa – Thái Lan, Nhà xuất bản Trẻ.
- Hoàng Văn Quang (sưu tầm và biên soạn), Hướng dẫn tham quan thủ đô Bangkok – Nhà xuất bản Phương Đông.
- Ts. Đỗ Quốc Thông, Giáo trình địa lý du lịch thế giới.
- Ts. Trần Văn Thông, Quy hoạch du lịch, Nhà xuất bản Giáo dục.
- Elvis, English – Thai – English, Top. Bk.Th
- Khumudriemsop, Hi-ed publishing, Spicy Co. Ltd.